# Orthotrichia tragetti
Orthotrichia tragetti är en nattsländeart som beskrevs av Martin E. Mosely 1930. Orthotrichia tragetti ingår i släktet Orthotrichia och familjen smånattsländor. Enligt den finländska rödlistan är arten nära hotad i Finland. Enligt den svenska rödlistan är arten nära hotad i Sverige. Arten förekommer i Götaland och Svealand. Artens livsmiljö är näringsrika sjöar. Inga underarter finns listade i Catalogue of Life.